# Malcolm II da Escócia

Brasão de Armas do Reino da Escócia.

Malcolm II da Escócia ou Malcolm II Alba (c. 954-25 de novembro de 1034), assassinado por parentes no Castelo de Glamis, em Angus. Teria 80 anos. Sepultado na ilha de Iona.
Foi rei da Escócia desde 25 de março de 1005, sendo coroado em Scone como seus antecessores. Disputou a herança com seu primo Kenneth III que matou em 1005. 
Recuperou os territórios de Lothian em 1018. A sua vitória na Batalha de Carham levou Lothian a unir-se ao reino da Escócia e a ficar assegurada pelo Tratado de Carham de 1015. 
Numa altura em que os ingleses combatiam os dinamarqueses, Malcolm II fez incursões contra o sul de suas terras, obtendo território no Norte de Inglaterra. Fez também alianças com os dinamarqueses, levando a realizar o casamento de sua filha com Sigurd "o Robusto", conde ou Earl de Orkney, aumentando a sua influência muito para o norte e fez uma aliança com Strathclyde no oeste.
Combateu muito para expandir o reino, obtendo terras ao longo do Rio Tweed e em Strathclyde - o último fato provocou dissensões que resultariam no seu assassinato. 
Malcolm II foi o último dos reis da Casa de Alpin: teve apenas filhas e foi sucedido por seu neto, Duncan I (c.1010-1040) que assassinou o neto de Kenneth III – Kenneth e Malcolm II eram primos. Este sistema dos pactos para a sucessão era matrilineal. Já o sistema escocês era determinado pelo que em inglês se chama «tanistry» - a sucessão por um membro anteriormente eleito da família real. Durante a vida do Rei, era escolhido um herdeiro que se conhecia como «tanaiste rig» ou segundo depois do rei. Tal modo de governar permaneceu até que Malcolm II resolveu adotar o sistema de descendência direta. Depois de sua morte, a sucessão foi baseada na descendência direta.
Seu sucessor foi Duncan I da Escócia e com ele inaugurada a Casa de Dunkeld.
Casou com uma irlandesa de Ossory, de quem teve:
1. Donada ou Doue ou Doda,[1][2][3] princesa da Escócia e casada com Fulberto de Falaise;
2. Bethóc (c. 975 - c. 1045) casada com Crinán de Dunkeld, Abade de Dunkeld.

## Bibliografa
- O nascimento de Máel Coluim tem data desconhecida, mas foi provavelmente por volta de 980 se Flateyjarbók estiver certo em datar o casamento de sua filha e Sigurd Hlodvisson durante a vida de Olaf Tryggvason;Obras Previas, p. 528, citando a Saga de Olaf Tryggvason.